# 飯田のえる
飯田 のえる（いいだ のえる、1994年1月7日 - ）は、日本の俳優。
埼玉県出身。かつてはトライストーン・エンタテイメントに所属していた。2010年、第23回ジュノン・スーパーボーイ・コンテストでフォトジェニック賞を受賞。2011年10月にテレビドラマ『家政婦のミタ』（日本テレビ）で俳優デビュー。

## 出演

### 映画
- KANO 1931海の向こうの甲子園（2014年2月27日公開、台湾）川原信男 役

### テレビドラマ
- 家政婦のミタ 第3話（2011年10月26日、日本テレビ）
- 理想の息子 第2話（2012年1月21日、日本テレビ）
- リッチマン、プアウーマン 第4話（2012年7月30日、フジテレビ）
- TBSスペシャルドラマ ハイスクール歌劇団☆男組（2012年10月16日、TBS）戸塚豊 役
- シュガーレス 第6話・7話（2012年11月7日・14日、日本テレビ）播磨 役

### 舞台
- ハイスクール歌劇団☆男組（2012年9月12日 - 23日、天王洲銀河劇場）戸塚豊 役

## 書籍

### 雑誌
- JUNON（主婦と生活社）